# Operation Montclair
Die Operation Montclair war der Deckname für die endgültige Version des Gesamtplans für die Rückeroberung der Visayas- und Mindanao-Inseln in der philippinischen Inselgruppe, sowie Borneo und Niederländisch-Ostindien während des Pazifikkriegs. Der im April 1945 zur Umsetzung freigegebene Plan wurde schließlich aber nur teilweise mit den australischen Oboe-Operationen gegen Borneo und den US-amerikanischen Victor-Operationen in der philippinischen Inselgruppe ausgeführt.

## Entwicklung des Plans
Nachdem General Douglas MacArthur im März 1942 von den Philippinen abgezogen worden war, wurde er zum Oberbefehlshaber der alliierten Truppen im Southwest Pacific Area (SWPA) ernannt. In dieser Funktion erarbeitete MacArthur mit seinem Einsatzstab in seinem Hauptquartier (GHQ) auf Australien mehrfach revidierte Pläne, die ein Vorrücken der alliierten Truppen über die Nordküste Neuguineas in Richtung der Philippinen vorsahen. Dies waren die sogenannten RENO-Pläne.
Nach der Befreiung Neuguineas sollte der Sprung auf die südlichen Philippinen erfolgen. Auch dazu wurden von MacArthur schon früh Pläne ausgearbeitet, die dann abschließend zur Operation Montclair führten.
Montclairs Vorläufer waren die Operationen Cringle, Princeton und die Operation Musketeer.
Der Montclair-Plan wurde schließlich aber nur teilweise mit den australischen Oboe-Operationen gegen Borneo und den US-amerikanischen Victor-Operationen in der philippinischen Inselgruppe ausgeführt.

### Operation Cringle
Dies war der Grundplan der Alliierten für die Rückeroberung der Insel Mindanao und der Visayas-Gruppe in der von Japan besetzten philippinischen Inselgruppe, Borneo und Niederländisch-Ostindien. Die Operation Cringle war ursprünglich für den Sommer 1943 vorgesehen. Der Plan wurde dann in die Operation Princeton überführt.

### Operation Princeton
Operation Princeton war der Deckname im Rahmen des Reno V-Programms für die Pläne zur Rückeroberung der von Japan gehaltenen philippinischen Inseln und Niederländisch-Ostindien.
Sie wurde von General Douglas MacArthurs Southwest Pacific Area als gemeinsame Operation der USA und Australiens geplant.
- Die 8. US-Armee von Generalleutnant Robert L. Eichelberger erhielt den Teil der Operation zur Eroberung der Visayas.
- Das australische I. Korps von Generalleutnant Sir Leslie Morshead erhielt den Borneo-Teil.

Ursprünglich war geplant, dass in den unberührten Teilen der philippinischen Inselgruppe die Beseitigung der japanischen Garnisonen von philippinischen Guerilla-Kräften durchgeführt werden solle, unterstützt von der neu formierten philippinischen Armee. Am 6. Februar 1944 befahl MacArthur Eichelberger jedoch, mit seiner 8. Armee, unterstützt von Vizeadmiral Thomas C. Kinkaids 7. Flotte, die japanischen Streitkräfte in der philippinischen Inselgruppe aufzubringen.
Dies führte zu den fünf Victor-Operationen. Gleichzeitig sollte das australische I. Korps Borneo zurückerobern und damit die Versorgung der US-Streitkräfte mit Öl für die Invasion Japans erleichtern. Nach der Befreiung Borneos sollte das australische I. Korps Teil der alliierten Streitkräfte werden, um Java zurückzuerobern.
Die Pläne wurden zunächst ausrecherchiert und vorbereitet, bevor sie in die Operation Musketeer überführt und dann ihre endgültige Fassung als Pläne für Montclair und Oboe freigegeben wurden (1943/44).

### Operation Musketeer

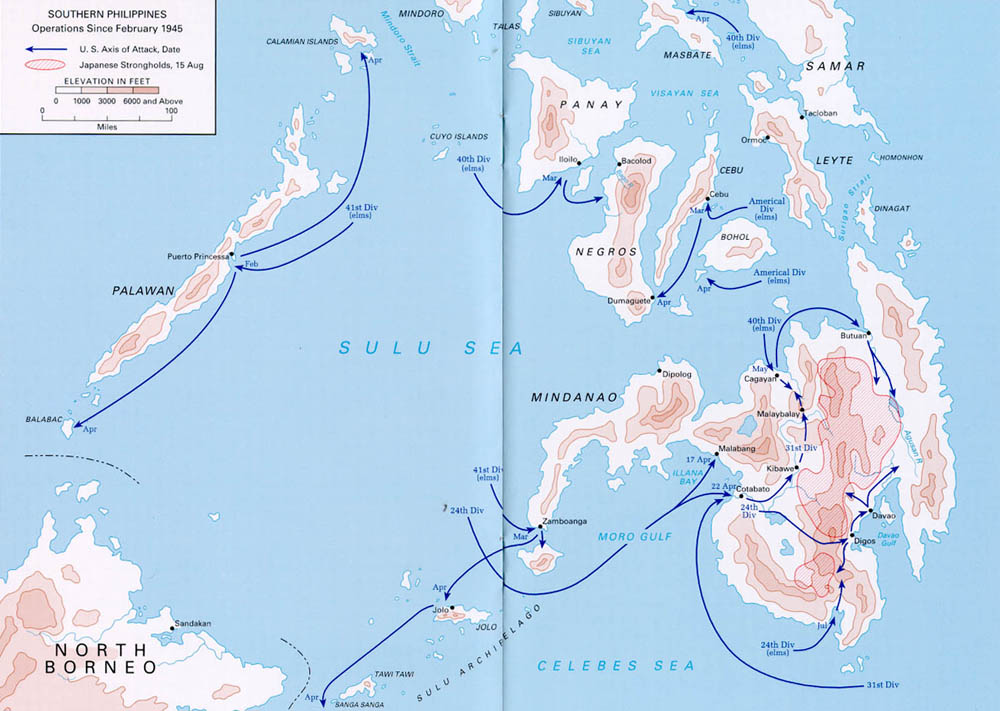
Plan zur Einnahme der südlichen Philippinen

Vor dem Start der Mike-Operationen für die US-Streitkräfte, die in die nördlichen Teile der philippinischen Inselgruppe vordringen sollten, wurde der grundlegende Musketeer-Plan Anfang 1944 als Musketeer II verfeinert und dann vollständig als Musketeer III definiert.

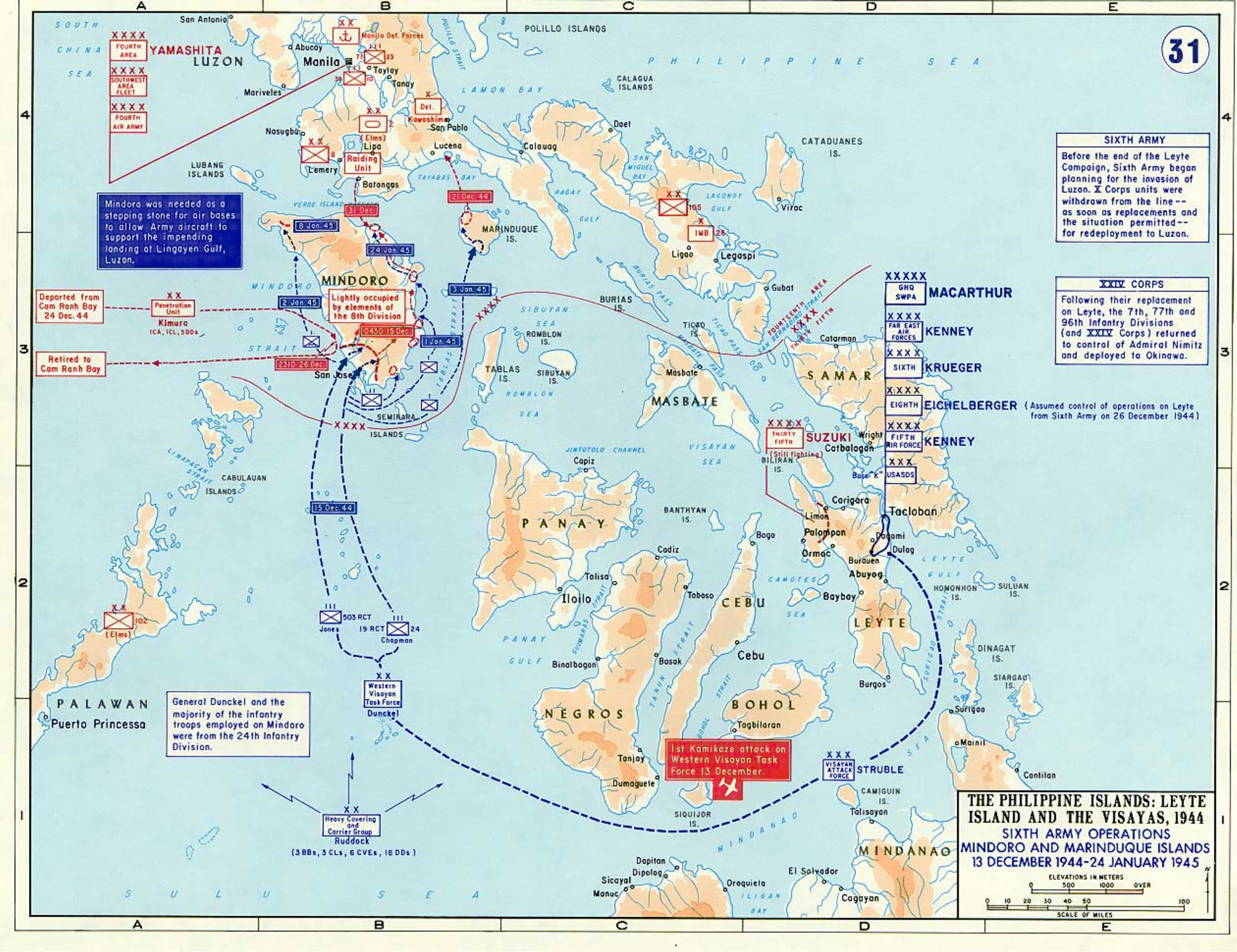
Plan für Mindoro und Marinduque

Die endgültige Version von Musketeer II für Landungen auf den Inseln Leyte, Luzon und Mindanao in den Einsatzreihen King, Mike und Victor wurden am 26. September und am 13. Oktober 1944 genehmigt.
Der Plan sah vor, dass die amerikanischen Streitkräfte am 15. Dezember einen wichtigen Brückenkopf auf dem südlichen Teil der Insel Mindoro vor der Südwestküste der Insel Luzon einnehmen. Dieser Schritt wurde als notwendig erachtet, da die schlechten Wetterbedingungen den Bau von Flugstützpunkten und die damit verbundenen Flugoperationen auf der Insel Leyte für die Operation King II weiterhin behinderten und so für die Operation Mike I, der Landung auf Luzon, nur geringe Luftunterstützung vorhanden wäre. Die nur leicht verteidigten Hauptinseln der Visayas-Inseln (Panay, Negros, Masbate, Cebu und Bohol) würden gleichzeitig gesichert werden. Die Gesamtoperation war ursprünglich für den 20. Dezember 1944 geplant.
Insgesamt waren zwei Armeehauptquartiere, vier Korps (inklusiv des australischen) und 14 Divisionen (darunter zwei australische) für diese Operation vorgesehen.

## Zugehörige Operationen

### Die Oboe-Operationen
Oboe bestand aus sechs geplanten Operationen, von denen aber nur drei ausgeführt wurden. Sie dienten der Rückeroberung von Borneo durch das australische I. Korps.

#### Oboe I
Dies war die australische Eroberung der Insel Tarakan im von Japan besetzten Borneo im Rahmen des Montclair-Plans (ausgeführt vom 1. Mai bis zum 24. Juni 1945).

#### Oboe II
Dies war die australische Eroberung von Balikpapan am südlichen Ende der Ostseite Borneos im Rahmen des Montclair-Plans (ausgeführt vom 1. bis zum 10. Juli 1945).

#### Oboe VI
Dies war die australische Eroberung der Brunei Bay an der nordwestlichen Ecke des von Japan besetzten Borneo als letzter australischer Beitrag zum Montclair-Plan (ausgeführt vom 10. Juni bis zum 1. Juli 1945).

### Die Victor-Operationen

#### Victor I

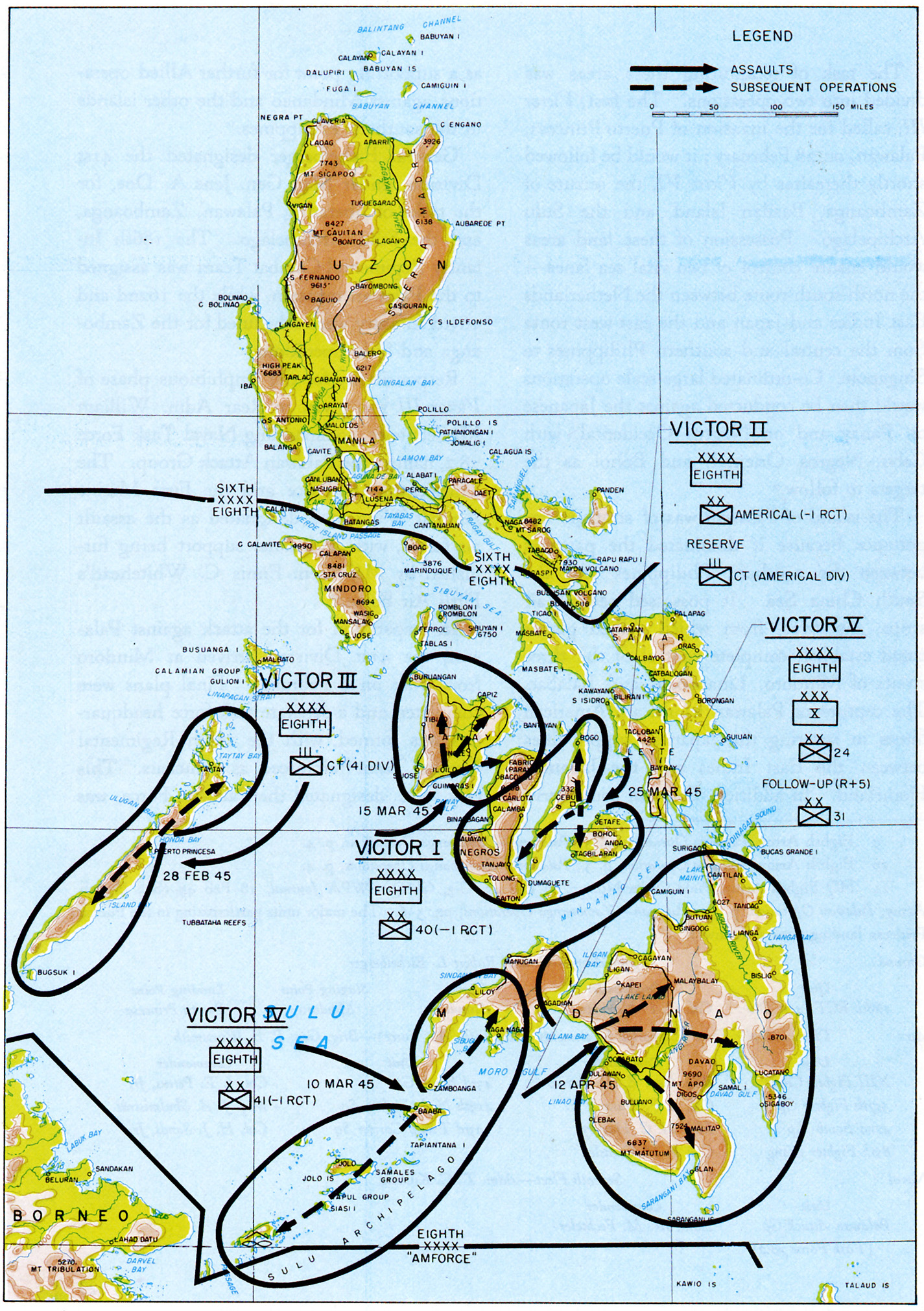
Victor Pläne

Dies war die US-amerikanische und philippinische Rückeroberung der Insel Panay und der Region Negros Occidental in Negros in der Visayas-Inselgruppe des philippinischen Archipels durch die 40. Division von Generalmajor Rapp Brush mit der 503. Fallschirminfanterie als Reserve von Generalleutnant Robert L. Eichelbergers 8. Armee (→ Schlacht um die Visayas vom 18. März bis zum 12. Juni 1945).

#### Victor II
Dies war die US-amerikanische und philippinische Rückeroberung der Insel Cebu, der Insel Bohol und des südöstlichen Teils der Insel Negros in der Gruppe der Visayas-Inseln des philippinischen Archipels durch die 23. Division von Generalmajor William H. Arnold der 8. Armee von Generalleutnant Robert L. Eichelberger (→ Schlacht um die Visayas vom 26. März bis zum 20. April 1945).

#### Victor III
Dies war die US-amerikanische und philippinische Rückeroberung der Inseln Palawan, Busuanga und Balabac im südöstlichen Teil der philippinischen Inselgruppe durch Einheiten der 41. Division von Generalmajor Jens A. Doe der 8. Armee von Generalleutnant Robert L. Eichelberger (→ Schlacht um Palawan vom 28. Februar bis zum 22. April 1945).

#### Victor IV
Dies war die US-amerikanische  und philippinische Eroberung der Halbinsel Zamboanga an der Westspitze der Insel Mindanao in der Gruppe der philippinischen Inseln durch Einheiten der 41. Division von Generalmajor Jens A. Doe der 8. Armee von Generalleutnant Robert L. Eichelberger (→ Schlacht um Mindanao vom 10. bis zum 25. März 1945).

#### Victor V
Dies war die Rückeroberung des östlichen Teils der Insel Mindanao durch die USA und die Philippinen im südlichen Teil der philippinischen Inselgruppe durch die 8. Armee von Generalleutnant Robert L. Eichelberger (→ Schlacht um Mindanao vom 10. März bis zum 15. August 1945).

## Geplante, aber nicht ausgeführte Operationen

### Operation Oboe

#### Oboe III
Dies war ein nicht realisierter Plan der Alliierten für die australische 9. Division von Generalmajor George F. Wootten des australischen I. Korps. Sie sollte im Mai 1945 eine Infanterie-Brigade in Banjarmasin am östlichen Ende der Südküste des von Japan besetzten Borneo landen.

#### Oboe IV
Dies war der nicht realisierte Plan der Alliierten für die australische Rückeroberung des Gebiets in und um Surabaya auf der Insel Java in den von Japan besetzten Niederländisch-Ostindien durch das australische I. Korps im Mai 1945.

#### Oboe V
Dies war ein nicht realisierter Plan der Alliierten für Einheiten des australischen I. Korps, die Borneo komplett zurückzuerobern sollten. Zusätzlich sollte der alliierte Einfluss auf andere Inseln des von Japan besetzten Niederländisch-Ostindien nach Abschluss anderer Oboe Operationen erhöht und gefestigt werden. Das gesamte für ab Mai 1945 geplante Konzept wurde durch die Kapitulation Japans im August überflüssig.

### Operation King
Dies war ein nicht realisierter Plan der USA für einen amphibischen Angriff zur anschließenden Rückeroberung der Inseln Mindanao und Leyte in der von Japan besetzten philippinischen Inselgruppe als erster Schritt in General Douglas MacArthurs Musketier II Plan und für die Rückeroberung der philippinischen Inselgruppe. Der Plan wurde im Spätsommer 1944 ausgearbeitet.
King I sollte am 15. November am südlichen Ende der Insel Mindanao stattfinden, King II gegen die Insel Leyte am 20. Dezember und King  III gegen die Halbinsel Zamboanga auf Mindanao am 7. Dezember 1944.
Nachdem die Aufklärung darauf hindeutete, dass die japanische Verteidigung der Philippinen nicht so stark wie erwartet war, wurden die Operationen abgesagt, bzw. später in neue Victor-Operationen überführt.

### Operation Gossipmonger
Dies war ein nicht realisierter US-Plan für die Eroberung der Talaudinseln, die zwischen den Molukken der von Japan besetzten Niederländisch-Ostindien und Mindanao in der von Japan besetzten philippinischen Inselgruppe liegen.
Auf der Octagon Konferenz wurde der Zeitplan für die Rückkehr zur philippinischen Inselgruppe jedoch vorverlegt und als eine Aufklärung durch Alamo Scouts am 20. und 21. September 1944 feststellte, dass es auf der Insel etwa 1.000 japanische Truppen gab, wurde die Invasion abgesagt.

### Operation Peter
Dies war der nicht realisierte Ursprungsplan der Alliierten für die Rückeroberung von Borneo aus japanischer Hand, der schließlich im Rahmen der Operationsreihe Oboe verfeinert und teilweise umgesetzt wurde.